# Sulfato de magnésio (uso médico)

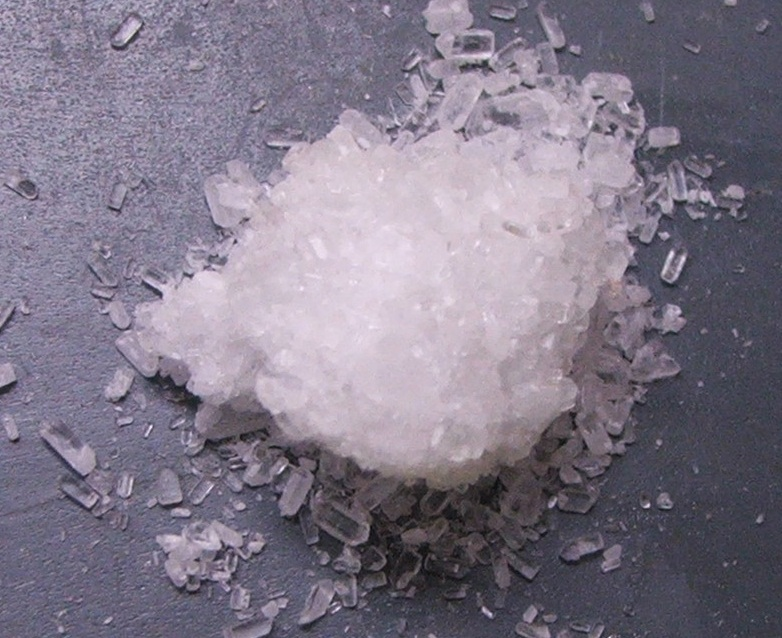
Sulfato de magnésio.

Sulfato de magnésio, como um medicamento, é utilizado para tratar e prevenir a falta de magnésio no sangue e convulsões em mulheres com eclampsia. Ele também é usado no tratamento de indutores de torsades de pointes, graves exacerbações de asma, constipação, e envenenamento de bário. É dado por injecção numa veia ou músculo, bem como pela boca. Como sais, é usado também para banhos minerais.
Efeitos secundários comuns incluem baixa pressão arterial, rubor da pele, e cálcio baixo no sangue. Outros efeitos secundários podem incluir vómitos, fraqueza muscular e diminuição da respiração. Enquanto há evidências de que o uso durante a gravidez pode prejudicar o bebé, os benefícios, em determinadas condições, são maiores do que os riscos. A sua utilização durante o aleitamento materno é considerado seguro. Para uso médico usa-se o sulfato de magnésio heptaidratado. A forma como ele funciona não é totalmente compreendida, mas acredita-se que envolva algum tipo de acção deprimente nos neurônios.
Sulfato de magnésio apareceu para uso médico pelo menos tão cedo quanto 1618. Faz parte da Lista de Medicamentos Essenciais da Organização Mundial de Saúde, uma lista dos mais eficazes e seguros medicamentos que são necessários em um sistema de saúde. O custo no mundo em desenvolvimento é de cerca de 0,35 a 8.73 dólares por cada 10 ml de 50% de solução. No Reino Unido, 4 ml de 20% custa ao NHS cerca de 10.23 libras. Nos Estados Unidos, um curso de medicação normalmente custa menos de 25 dólares.